# 對台詞 (美國電視節目)
《對台詞》（簡稱Whose Line?，網路上也有將此節目名稱譯做《說得跟真的一樣》 或《天外飛來一句》，亦有《豬凱瑞即興秀》等等的稱呼）是由朱‧凱瑞（Drew Carey）主持的即興喜劇，此節目於1998年8月5日在ABC 開播，直到2004年9月4日。之後又在2005年11月起於ABC家庭台（ABC Family）重播過去的集數，也有播出曾於2005年7月製作但一直沒有在電視上放映的部份影集。此節目延伸自英國同名節目，三位在此節目的主要表演者為萊恩‧史戴爾（Ryan Stiles）、韋恩‧布萊迪（Wayne Brady）以及科林·莫奇里（Colin Mochrie），他們三位在原本英國的同名節目中就有出現，在此節目中常與一位特別來賓共四位合作即興表演。2013年重新開播並由愛莎·泰勒主持。